# Le Paradis terrestre (série télévisée)
Pour les articles homonymes, voir Paradis (homonymie).
Le Paradis terrestre est un téléroman québécois composé de 163 épisodes de 25 minutes, scénarisées par Réginald Boisvert au cours de la première saison, puis par Jean Filiatrault pour les saisons subséquentes, et diffusé du 12 février 1968 au 18 septembre 1972 à la Télévision de Radio-Canada.

## Synopsis
Le téléroman raconte l'histoire de deux familles, l'une aisée et l'autre de condition plus modeste, dans la ville fictive de banlieue de La Dauversière. Grégoire et Irène veulent profiter pleinement de leur retraite mais leur paradis terrestre cache les préjugés sociaux, le snobisme et la veulerie.  Leur fils Gilles est un homme d'affaires très pris par son travail alors que sa femme Gaétane tente de combler sa tristesse et son ennui. À partir de la quatrième saison, censurée par Radio-Canada après deux épisodes, l'intrigue se déplace dans une tour d'appartements de Montréal.

## La scène de l'ascenseur
Au début de la quatrième saison, le 18 septembre 1972, le téléroman est abruptement retiré de l'horaire par la télévision d'État, en raison des thèmes controversés qui sont abordés : homosexualité, prostitution, amour libre, nudité. Et principalement pour la scène dite - de l'ascenseur- alors que l'on voit à l'écran la porte d'un ascenseur se refermer pendant que deux hommes se tiennent debout main dans la main. Le tollé soulevé par de nombreux téléspectateurs force la direction de Radio-Canada à ne plus reconduire la série. Il est alors évoqué que ces thèmes ne conviennent pas à des enfants, alors que le téléroman est diffusé à 21 h. Cette censure découle donc du grand nombre de protestations reçues par les hauts responsables de Radio-Canada. Cet événement témoigne de l'homophobie de l'époque pour certains, d'un cas de censure pour d'autres. Cette scène est considérée comme une pièce d'anthologie de la télévision québécoise. Au cours de cette saison inédite, Jean Filiatrault entend créer une intrigue policière à la Simenon où, pour assassiner sa mère, un hétérosexuel se déguisait en femme afin de faire retomber les soupçons sur un homosexuel. Cet événement marque la fin des carrières du réalisateur Charles Dumas et de l'écrivain Jean Filiatrault.

## Fiche technique
- Scénarisation : Réginald Boisvert et Jean Filiatrault
- Réalisation : Louis Bédard, Charles Dumas et Denys Gagnon
- Société de production : Société Radio-Canada

## Distribution
- Jean Lajeunesse : Grégoire Damphousse[2]
- Gisèle Schmidt : Irène Damphousse
- Gisèle Dufour : Gaétane Damphousse
- Gérard Poirier : Gilles Damphousse
- Nicole Filion : Suzanne Masson
- Pierre Boucher : Roger Masson
- Jean Doyon : Roger Damphousse
- Élizabeth Chouvalidzé : Réjane Valin
- Réjean Roy : Pierre Masson
- Normand Gélinas : Luc Masson
- Paul Hébert : René Cousineau
- Monique Lepage : Claire Cousineau
- Bertrand Gagnon : Henri Lesieur
- Béatrice Picard : Laurette Lesieur
- Pascal Rollin : Curé Dalpé
- Gilles Pelletier : Antoine Dumesnil
- Georges Carrère : Me Robert Ducharme
- Ernest Guimond : Aurèle Sirois
- Yvon Bouchard : Louis Papineau
- Madeleine Sicotte : Annette Dumesnil
- Gilbert Chénier : Marcel Bourgeois
- Paul Guèvremont : Curé St-Amour
- Carole Lemaire : Lise Lesieur
- Jacques Galipeau : Jules Bourgeois
- Léo Ilial : Louis Lavigne
- Patricia Soleil : Cécile Atrid
- Marthe Nadeau : Mme Aucoin
- Diane Arcand : Colette Aucoin
- Monique Aubry : Mme Guimond
- Jacques Bilodeau : Aristide Lanthier
- Serge Bossac : Professeur Memphis
- Alpha Boucher : Jean-Jacques Bienvenue
- Jean Brousseau : Dr Patrice Bellechasse
- Catherine Bégin : Denise Dumouchel
- Margot Campbell : Margot
- Monique Chailler : Raymonde Payette
- Gilles Cloutier : Marcel Bérubé
- Emmanuelle Collin : Hélène
- Yves Corbeil : Marc Lavigne
- Serge D'Orléans : Maurice Atrid
- Pierrette Delisle : Diane Lamothe
- Mario Desmarais : Paul Papillon
- Jacques Desrosiers : Jules Bourgeois
- Francine Dionne : Lucienne Cadieux
- Luc Durand : Roger Petitclerc
- Mariette Duval : Brigitte Lalonde
- Roger Garand : Sergent
- Roger Garceau : Antonio
- Julien Genay : Germain
- Robert Gendreau : Adolescent
- Émile Genest : Roger Masson
- Marc Grégoire : Alain Brunelle
- Michelle Jourdain : Carole
- Gaétan Labrèche : Roger Damphousse
- Madeleine Langlois : Adrienne Chalifoux-Ferland
- Roger Lebel : Paul Lalonde
- Monique Lemieux : Violette Papillon
- Élizabeth Lesieur : Bérénice
- Ginette Letondal : Ghislaine Caron
- Ninon Lévesque : Lucie Aucoin
- Raymond Lévesque : Lucien Ferland
- Bondfield Marcoux : Guy Corriveau
- Nadine Marsan : adolescente
- Jean-Pierre Masson : Edmond Riendeau
- Monique Mercure : Ednée Plamondon
- Michel Morin : Bernard Racicot
- Katerine Mousseau : Jocelyne Gendron
- Marie-Claire Nolin : Nicole
- Jean-René Ouellet : Pierre Masson
- Patrick Peuvion : Jacques Miron
- Denise Proulx : Émérentienne Chalifoux
- Guy Provost : Dr Jutras
- Gilles Renaud : Germain Bazinet
- Marthe Thiéry : Sophie Riendeau
- Yvette Thuot : Laure Gendron
- Huguette Uguay : Bérengère Bienvenue
- Francine Vézina : Carole Deneault
- Lionel Villeneuve : Arsène Lesieur